# 2015年日本賽馬
2015年日本賽馬（日語：2015年の日本競馬），是2015年（平成27年）日本賽馬界發生的重大事件及各項賽事的記錄。

## 重大事件概述

### 中央競馬

#### 《競馬法》修正案
根據1月13日的報導，日本政府決定於1月26日召開的通常國會提出修正《競馬法》。於修正案前，日本國內僅允許投注由本國賽馬組織舉辦的賽事，海外賽事並不能發售任何彩票。而本次修正案，正是因應近年日本賽駒遠征海外賽事的次數增加的情況，討論是否應允許接受海外賽事的投注。
其後根據體育日本的報導，農林水產省競馬監督課表示法案經已於2月27日於農林水產省各部門的聯合會議上被內閣成員批准，將於3月中旬提交國會表決。修正後的《競馬法》將允許由農林水產大臣指定的約20場海外賽事之投注，而投注的方式則由日本中央競馬會等組織決定，並且賠率完全獨立於外國。
根據4月24日的報導，此修正案於本日提交眾議院表決並獲得多數議員贊成通過，正式於11月1日生效。而於11月7日，農林水產省亦公佈計劃於下年度開始接受投注的24場指定海外賽事，同時就此名單對公眾進行諮詢，以瞭解是否需要增減。
以下為獲得指定的24場賽事：
| 舉辦國家/地區 | 賽事                                                                     |
| ------------- | ------------------------------------------------------------------------ |
| 美國          | 育馬者盃經典大賽、育馬者盃草地大賽                                       |
| 愛爾蘭        | 愛爾蘭冠軍錦標                                                           |
| 英國          | 英國國際錦標、英皇佐治六世及皇后伊利沙伯錦標、威爾斯親王錦標             |
| 法國          | 傑克莫華大賽、凱旋門大賽                                                 |
| 香港          | 女皇盃、冠軍一哩賽、香港盃、香港一哩錦標、香港短途錦標、香港瓶           |
| 阿聯酋        | 阿喬斯短途錦標、杜拜金莎軒錦標、杜拜司馬經典賽、杜拜草地大賽、杜拜世界盃 |
| 澳洲          | 考菲爾德盃、墨爾本盃、佐治萊德錦標、女皇伊利沙伯錦標、唐卡士打一哩賽     |

#### 加強打擊藥物使用
日本中央競馬會決定加強打擊對止痛劑的使用，若賽駒被發現於賽事當天仍有使用止痛劑，將會被排除於出賽名單之外。而若果藥物成份是於賽後檢出，雖然賽駒之名次仍然成立，但練馬師將會被罰款。

#### 首匹勝出韓國賽事的中央所屬馬
隸屬美浦訓練中心齋藤誠馬房的「Esmeraldina」於日韓交流賽纛岛盃中以3馬位優勢輕取對手，成為繼2013年勝出SBS體育短途錦標的「Tosen Archer」後第二匹揚威韓國的日本馬，亦為首匹勝出韓國賽事的中央所屬馬。

#### 分級賽主要變更
因應愛知盃將於翌年變更為1月舉行，本年之賽事停辦。

### 地方競馬

#### 禁藥風波繼續燃燒
繼過往兩年度爆發的禁藥風波後（詳情參見2013年日本賽馬#違禁用藥接連發生及2014年日本賽馬#違禁用藥仍然存在），本年度地方競馬於各競馬場作賽的賽駒繼續被驗出不同的禁藥成份。
3月12日，1匹於名古屋競馬場出賽的賽駒被驗出禁藥咖啡因，愛知縣競馬組合隨即對賽駒所屬的川西毅馬房進行排查，結果發現僅有出賽賽駒本馬呈現陽性反應。而於11月1日，1匹於佐賀競馬場的出賽的賽駒亦被驗出體內含有咖啡因的成份。

## 時間表

### 1月-3月
- 1月3日 - 騎師田中學勝出園田競馬場第12場賽事，達成第3000場次頭馬。同時其父親亦即練馬師田中道夫於騎師時代總計勝出3164場頭馬，使得地方史上首次出現父子頭馬數均突破3000的情況。
- 1月4日 - 四勝分級賽的「聖卡羅」退役[1]。
- 1月7日 - 2012年一哩冠軍賽冠軍「瑞士名錶」退役。
- 1月13日 - 練馬師福田秀夫及只野廣明退役。
- 1月14日 - 地方競馬全國協會批出毛里裘斯籍騎師賀倫的客串牌照，為繼2011年文羅後再度有外國騎師於地方客串。
- 1月16日 - 日本中央競馬會因可預見的大雪取消京都競馬場賽事的晚間做早盤投注。
- 1月17日 - 「Shogun」出戰京都競馬場第8場賽事，以640公斤體重刷新自身保持的中央出賽馬最重記錄[2]。
- 1月18日 - 騎師小野寺祐太勝出中山競馬場第2場賽事，取得時隔3年1個月28日的頭馬，刷新最長時間間隔記錄[3]。
- 1月20日 - 國際賽馬組織聯盟發表2014年浪琴表世界馬匹年終排名，「一路通」以草地一哩的130分成為第一，「神威啟示」則以草地長途的129分成為第二，為首次有日本訓練馬取得第一。
- 1月22日 - 騎師入澤和也掛鞭。
- 1月23日 - 隸屬北海道競馬事務局的場外投注所「Aiba中標津」因暴風雪暫停營業。
- 1月27日 - 2012年女皇賞冠軍「Red Claudia」退役。
- 1月28日 - 2012年阪神春季跳欄錦標冠軍「Basel River」退役[4]。同日，2012年妖精錦標冠軍「Tosen Benizakura」轉籍地方[5]。
- 1月30日 - 日本中央競馬會因積雪取消東京競馬場賽事的晚間早盤投注。
- 1月31日 - 東京競馬場因積雪推遲第1至9場賽事的舉行時間。
- 2月1日 - 「夏威夷王」子嗣本日於京都競馬場及東京競馬場分別取得7場及4場的頭馬，打破「週日寧靜」子嗣同日同日6勝及同日多場9勝的記錄[6]。同日，場外投注所「Aiba中標津」因暴風雪暫停營業。
- 2月2日- 「Aiba中標津」因繼續因暴風雪暫停營業。同日，大井競馬場第12場賽事中，1匹閘前退出的賽駒於比賽進行途中掙脱繮繩並跑道對面直路外圍，其後更跳過欄杆進入跑道。所幸此時所有賽駒經已通過事發地點，未有造成任何影響和意外。
- 2月3日 - 2012年京都跳欄錦標冠軍「Masano Blues」退役
- 2月4日 - 2012年菊花賞亞軍「Sky Dignity」退役[7]。
- 2月8日 - 騎師藤田伸二出戰京都競馬場第8場賽事，達成第15000場出賽，亦為第9位達成此數字的騎師。
- 2月13日 - 隸屬特別區競馬組合的場外投注所「Off新潟」因昨夜的落雷事故暫停營業。同日，日本中央競馬會因可預見的大雪取消京都競馬場賽事的晚間早盤投注。
- 2月15日 - 場外投注所「Aiba中標津」再度因暴風雪暫停營業。騎師北村宏司出戰東京競馬場第1場次賽事，達成第12000場出賽，亦為第23位達成此數字的騎師。
- 2月16日 - 場外投注所「Aiba中標津」及「Apspot網走」因暴風雪暫停營業。「Kotobuki Ryan」勝出帶廣競馬場第6場賽事，以14歲8個月3日之齡刷新由自身保持的輓馬賽事最高齡勝馬記錄。
- 2月19日 - 騎師御神本訓史出戰浦和競馬場第9場賽中墮馬，經詳細檢查後確認為盤骨及坐骨骨折，原定於二月錦標需要策騎的「Satono Tiger」易配三浦皇成。
- 2月22日 - 騎師倉兼育康出戰高知競馬場第10場賽事，達成第10000場個地方賽事出賽。
- 2月26日 - 上年度年皇后錦標冠軍「Quatre Feuilles」及三勝三級賽的「絲綢創富」退役。
- 2月27日 - 地方競馬全國協會宣佈來年的日本育馬場盃系列賽將會於川崎競馬場舉辦[8]。同日，騎師後藤浩輝被發現於茨城縣阿見町的家中自殺身亡。
- 2月28日 - 騎師中館英二及梶晃啟掛鞭，中館將會成為練馬師，梶的去向未定。8名練馬師梅内忍、梅田康雄、小野幸治、境直行、白井壽昭、大久保洋吉、鈴木康弘及畠山重則退役。同日，場外投注所「Aiba中標津」再度因暴風雪暫停營業。
- 3月2日 - 場外投注所「Aiba中標津」及「Apspot網走」因暴風雪暫停營業。
- 3月4日 - 川崎競馬場因應附近發生交通事故導致運馬車遲到而推遲賽事時間。同日，三勝分級賽的「Wild Flapper」退役[9]。
- 3月5日 - 2011年日經電台盃兩歲錦標冠軍「Adam's Peak」退役。
- 3月7日 - 騎師池添謙一策騎「Culminar」出戰鬱金香賞，達成第10000場出賽，亦為第29位達成此數字的騎師。
- 3月12日 - 三勝分級賽的「衝鋒駿驥」退役。
- 3月13日 - 兩勝分級賽的「Rainbow Pegasus」退役。
- 3月14日 - 騎師福永祐一出戰阪神競馬場第12場次賽事，達成第14000場出賽，亦為第12位達成此數字的騎師。同日，場外投注所「Aiba登別室蘭」因周邊地區停電暫停營業。
- 3月18日 - 四勝分級賽的「Civil War」退役[10]。
- 3月19日 - 兩勝分級賽的「T Up Wild」退役[11]。
- 3月21日 - 2012年彌生賞冠軍「Cosmo Ozora」及兩勝分級賽的「Keiai Dosojin」退役。同日，佐治萊德錦標於澳洲玫瑰崗馬場舉行，出戰的「實際影響」及「世界王牌」分別取得冠軍及第十一。
- 3月28日 - 騎師熊澤重文勝出中京競馬場第5場賽事，達成第200場跳欄賽頭馬，為第4位達成此成就的騎師，同時亦為首位平地賽及跳欄賽頭馬數均突破200場的騎師。
- 3月29日 - 騎師武豐出戰中京競馬場第3場賽事，達成第19000場出賽，為首位達成此數字的騎師。
- 3月31日 - 7名騎師騎師小林俊彥、脇田創、張田京、山田信大、山下貴之、佐藤博紀及松浦聰志掛鞭，取脇田外其餘6人將會成為練馬師。練馬師野島三喜雄退役。

### 4月-6月
- 4月1日 - 四勝一級賽的「Renforcer」退役。
- 4月18日 - 騎師林滿明策騎「Up to Date」勝出中山跳欄大賽，取得出道第30年以來的首個一級賽冠軍。
- 4月23日 - 兩勝分級賽的「獅子座」轉籍地方[12]。
- 4月29日 - 兩勝分級賽的「夜之影」退役[13]。
- 5月2日 - 上年度中山大障礙冠軍「Red Kingdom」因肌腱炎退役[14][15]。
- 5月6日 - 練馬師堂山芳則派出「Mio Nature」勝出門別競馬場第2場賽事，以第1394場頭馬打破北海道記錄。同日，騎師的場文男策騎「Drive Shaft」勝出南關東三級賽東京灣盃，以58歲7個月29日之齡刷新由自身保持的地方競馬分級賽勝利騎師最高齡記錄。
- 5月7日 - 日本中央競馬會向新西蘭籍騎師艾麗莎批出客串牌照，為其時隔13年再度於日本出賽。同日，兩勝二級賽的「凱旋芭蕾」、多項分級賽冠軍「Sei Crimson」及上年度櫻花賞冠軍「織女星」退役。
- 5月8日 - 2011年維多利亞一哩賽冠軍「捕鯨之旅」及2012年三月錦標冠軍「Silent Melody」退役。
- 5月13日 - 2010年富士錦標冠軍「錦繡前程」退役。
- 514日 - 2011年新西蘭盃冠軍「Eishin Osman」退役。
- 5月15日 - 2013年彌生賞冠軍「Camino Tassajara」退役。
- 5月21日 - 2013年榆樹錦標冠軍「Fleet Street」轉籍地方[16]。
- 5月28日 - 連霸春季天皇賞的「超常駿驥」退役。同日，練馬師長谷川茂退役。
- 5月30日 - 10歲老將「Rule Prosper」成功連霸京都跳欄賽，同時跑獲亞軍的「Masa Light」為11歲馬，為中央分級賽首次有10歲或以上的賽駒包辦頭二[17]。
- 5月31日 - 練馬師高橋三郎及涉谷信隆退役。同日，練馬師安田隆行派出「Genesis Rock」勝出富嶽賞，達成第600場頭馬，亦為首位於騎師及練馬師時代均突破600場頭馬的練馬師[18]。
- 6月5日 - 騎師菊地康朗退役。
- 6月14日 - 騎師幸英明出戰阪神競馬場第12場賽事，達成第16000場出賽，亦為第8位達成此數字的騎師，更為最快及最年輕的達成者[19]。
- 6月17日 - 2012年日本育馬場盃短途賽冠軍「大成傳奇」轉籍地方，上年度名古屋大賞典冠軍「Danon Come On」退役[20][21]。同日，笠松競馬場第2場賽事發生爆冷，「二重彩」的11875.5倍派彩打破笠松記錄。
- 6月21日 - 騎師江田照男出戰東京競馬場第2場賽事，達成第14000場出賽，亦為第14000位達成此數字的騎師[22]。同日，函館競馬場共有15215人次入場，當中女性佔5436人，兩者均打破2010年裝修後的記錄[23]。
- 6月24日 - 上年度全齡錦標冠軍「哈娜目標」因腳部不適退役[24]。
- 6月25日 - 門別競馬場因濃霧取消第9、11及12場賽事
- 6月30日 - 練馬師飯野文明退役。

### 7月-9月
- 7月1日 - 兩勝二級賽的「Leo Active」轉籍地方。
- 7月6日 - 大井競馬場第6場賽事第四彎道出現事故，共計4名騎師墮馬受傷，其中中村尚平、横川怜央及藤本現暉需要送往醫院治理[25]。
- 7月11日 - 「King Kanunu」勝出中京競馬場第7場賽事，「夏威夷王」子嗣達成第1200場頭馬，亦為第9匹達成此成就的種馬，更為最快的達成者[26]。
- 7月15日 - 三勝三級賽的「Red Davis」退役[27]。
- 7月17日 - 日本中央競馬會因超強颱風浪卡接近而取消中京競馬場的晚間早盤投注[28]。
- 7月22日 - 2012年函館兩歲錦標冠軍「Stalk and Ray」退役。
- 7月23日 - 門別競馬場因濃霧取消第9場賽事，同時第8場賽事因同樣原因未能測量賽駒後3花朗的完成時間。
- 7月25日 - 騎師柴田善臣出戰福島競馬場第2場賽事，達成第19000場出賽，亦為第2位達成此數字的騎師。
- 7月28日 - 門別競馬場因濃霧取消第12場賽事。
- 7月30日 - 2011年朝日挑戰盃冠軍「Mikki Dream」退役
- 7月31日 - 6名騎師川島雅人、川添明弘、尾島徹、竹下太、有馬澄男及北野真弘掛鞭，所有人均會成為練馬師。同日，2013年菊花賞及上年度日本盃冠軍「神威啟示」退役。
- 8月3日 - 於地方自身分級賽取得六勝的「Kaikayoso」退役[29]。
- 8月8日 - 「飛毛駒」勝出札幌日經公開賽事，取得繼2010年青葉賞以來時隔5年3個月8日的勝利，此時間間隔亦打破中央賽事記錄[30]。
- 8月17日 - 2013年日經新春盃冠軍「Capote Star」退役 。
- 8月20 日 - 2010年京都新聞盃冠軍「Gestalt」轉籍地方。
- 8月25日 - 眾多場外投注所因超強颱風天鵝接近暫停營業。
- 8月27日 - 2012年全日本兩歲優駿冠軍「Someries」退役。
- 8月29日 - 騎師蛯名正義於札幌競馬場第2場賽事墮馬，右肋骨骨折、左大腿四頭肌及左上腕腕筋挫傷，原定需要參戰的世界星級騎師大賽由橫山典弘代打。
- 8月30日 - 吉田豐策騎「Tosho Drafter」出戰新潟兩歲錦標，達成第14000場出賽，亦為第14為達成此數字的騎師。
- 8月31日 - 騎師須藤優掛鞭。
- 9月1日 - 騎師片桐正雪掛鞭。
- 9月2日 - 上年度根岸錦標冠軍「Gorski」轉籍地方。同日，曾生產出1976年皋月賞冠軍「Tosho Boy」等名駒、位於北海道新日高町的藤正牧場因經營不善將於10月關閉[31]。
- 9月3日 - 上年度CBC賞冠軍「東寶殷紅」及兩勝分級賽的「Esmeraldina」退役。
- 9月4日 - 騎師日野太一掛鞭
- 9月6日 - 騎師藤田伸二掛鞭。
- 9月7日 - 2011年埼玉盃冠軍「Nike Madrid」退役。
- 9月11日 - 多間場外投注所因颶風基洛吹襲暫停營業。
- 9月12日 - 多間場外投注繼續暫停營業。
- 9月13日 - 本日之「WIN5」一注獨中，3億9566萬3730日圓的派彩打破記錄。同日，於韓國遠征的騎師倉兼育康勝出釜山慶南馬場第2場賽事，達成第300場韓國頭馬。
- 9月14日 - 「黃金巨匠」獲選為殿堂馬。
- 9月18日 - 場外投注所「BAOO宇部」出售大井競馬場第12場賽事彩票時系統出現故障，事後特別區競馬組合於其官網致歉。
- 9月21日 - 中山競馬場第1場賽事出現爆冷，「三重彩」的279293.6倍賠率打破中山記錄。
- 9月24日 - 2013年東京優駿（日本打吡）冠軍「高情厚意」因肌腱炎退役[32]。
- 9月30日 - 騎師高嶋活士掛鞭，練馬師山本健二退役。

### 10月-12月
- 10月3日 - 騎師武豐策騎「得獎者」勝出天狼星錦標，達成第300場分級賽頭馬，亦為首位達成此成就的騎師[33]。同日，2011年佐賀紀念冠軍「Meteorologist」退役[34]。
- 10月6日 - 2011年新潟大賞典冠軍「Sacred Valley」退役[35]。
- 10月7日 - 兩勝三級賽的「神通鼎盛」退役[36]。
- 10月8日 - 門別競馬場因強烈熱帶風暴彩雲吹襲以取消第3場及之後的賽事，而北海道一級賽日出盃則推遲至10月13日舉行。
- 10月9日 - 園田競馬場第4場賽事第4彎道發生墮馬事故，總計4名騎師墮馬，平原透雄、永島太郎及鴨宮祥行被送往醫院，經檢查後平原及永島確認為骨折[37]。同日，勝出多項東海分級賽的「Pitch Shifter」退役。
- 10月10日 - 東京競馬場因常磐自動車道發生交通事故導致運馬車遲到而推遲第1至9場賽事的舉行時間，最終共有4匹賽駒因未能於推遲後的時間前到達競馬場而退賽[38]。同日，四勝分級賽的「東京光環」退役。
- 10月11日 - 盛岡競馬場因濃霧取消第6場賽事。
- 10月12日 - 「Lavender Valley」勝出東京競馬場第5場賽事，「大震撼」子嗣達成第1000場頭馬，亦為第17匹達成此成就的種馬，更為最快的達成者[39]。
- 10月16日 - 日本最高齡儀仗馬「McCaulejye」退役。
- 10月18日 - 「覓奇妃」勝出秋華賞，「大震撼」子嗣達成第100場分級賽頭馬，亦為首位達成此成就的種馬。
- 10月20日 - 練馬師柴田政見退役。
- 10月21日 - 上年度彌生賞冠軍「邁向世界」退役[40]。
- 10月22日 - 三勝一級賽的「Dia de la Madre」及應屆福島牝馬錦標冠軍「Sweet Salsa」退役[41][42]。
- 10月28日 - 2013年朝日挑戰盃冠軍「阿基米德」退役[43]。
- 10月31日 - 練馬師大和田五郎退役。
- 11月3日 - 2013年根岸錦標冠軍「Meisho Mashu」退役[44]。同日，大井競馬場總投注額為48億1379萬5600日圓，打破地方記錄。
- 11月6日 - 三勝分級賽的「雄偉駒」退役[45]。
- 11月8日 - 上年度秋季天皇賞冠軍「史匹堡」退役[46]。
- 11月11日 - 2012年阪神兩歲牝馬錦標冠軍「織紗長袍」退役。
- 11月14日 - 福島競馬場本日賽事共有189匹賽駒出賽，打破福島記錄[47]。
- 11月15日 - 騎師田中勝春策騎「Meisho Liner」出戰黃金盃，達成第18000場出賽，亦為第5位達成此數字的騎師[48]。
- 11月17日 - 騎師瀨澤宙掛靴。
- 11月18日 - 兩勝三級賽的「Hula Bride」退役。
- 23日 - 騎師蛯名正義出戰東京競馬場第3場賽事，達成第19000場出賽，亦為第3位達成此數字的騎師[49]。同日，大井競馬場第3場賽事第3彎道發生墮馬事故，騎師中野省吾受到其他賽駒外閃以墮馬，導致其他3匹賽駒相繼墮馬。中野因右鎖骨骨折即時被送往醫院治理，而小杉亮及江里口裕輝則出現頸椎挫傷的情況[50]。
- 11月26日 - 2012年NHK一哩賽冠軍「機伶獵駒」退役[51]。
- 11月28日 - 「Madame Girouette」勝出東京競馬場第7場賽事，「富士奇蹟」子嗣達成第1500場頭馬，亦為第4匹達成此成就的種馬[52]。同日，2011年安田紀念及應屆佐治萊德錦標冠軍「實際影響」退役[53]。
- 11月30日 - 騎師宮川浩一掛鞭，將成為練馬師，練馬師森谷良臣退役。
- 12月3日 - 應屆東京新聞盃冠軍「萬千里」因右前腳出現肌腱炎而退役[54]。
- 12月4日 - 上年度高松宮紀念冠軍「李察先生」及四勝三級賽的「禮貌周到」退役[55]。
- 12月9日 - 2013年百花盃冠軍「Sakura Plaisir」退役。同日，騎師戶崎圭太勝出於香港跑馬地馬場舉辦的國際騎師錦標賽第2關，達成首場海外頭馬。
- 12月10日 - 2012年小倉大賞典冠軍「A Shin G Line」退役[56]。
- 12月13日 - 香港國際賽事於香港沙田馬場舉行，出戰香港短途錦標的「覓奇島」、「真誠少女」及「櫻花福音」分別取得第七、第九及第十二，出戰香港一哩錦標的「滿樂時」、「野田金駒」及「引以為榮」分別取得冠軍、第七及第九，出戰香港盃的「榮進之光」、「新紀錄」、「善得福」及「神燈光照」分別取得冠軍、亞軍、第十及第十一。
- 12月17日 - 上年度日本育馬場盃雌馬經典賽及應屆日本冠軍盃冠軍「森巴舞后」及應屆人魚錦標冠軍「Chateau Blanche」退役[57][58]。
- 12月18日 - 上年度女皇伊利沙伯二世盃冠軍「命運女神」退役[59]。同日，一部份場外投注所因系統故障由上午10時至下午1時期間未能觀看浦和競馬場賽事的直播。另外，騎師深見勇也掛鞭。
- 12月19日 - 「賢者」勝出阪神競馬場第8場賽事，「夏威夷王」子嗣達成第1300場頭馬，亦為第7匹達成此成就的種馬，更為最快的達成者。
- 12月23日 - 五勝分級賽的「Northern River」退役[60]。
- 12月24日 - 練馬師青山義明退役。
- 12月26日 - 騎師橫山典弘出戰中山競馬場第1場賽事，達成第18000場賽事，亦為第6位達成此數字的騎師[61]。同日，騎師岩田康誠策騎「檀島沙槌」出戰阪神盃，達成年間第1000場出賽，亦為第3位達成此數字的騎師[62]。另外，兩勝三級賽的「啟愛上品」退役[63]。
- 12月27日 - 六勝一級賽的「黃金船」退役。同日，水澤競馬場因為跑道狀態惡化而取消第9場及之後的賽事。
- 12月29日 - 東京大賞典投注額為27億4963萬900日圓，打破地方競馬單場賽事投注額記錄，而大井競馬場全日的48億2863萬8300日圓投注額亦打破地方競馬記錄[64]。
- 12月31日 - 騎師山本茜掛鞭[65]。

## 各賽事結果

### 中央競馬・一級賽
| 賽事名                         | 賽事名                         | 賽事名                         | 優勝馬       | 性齡 | 騎師                         | 練馬師                       | 所屬    |
| 月日                           | 馬場                           | 距離                           | 優勝馬       | 性齡 | 馬主                         | 馬主                         | 時間    |
| ------------------------------ | ------------------------------ | ------------------------------ | ------------ | ---- | ---------------------------- | ---------------------------- | ------- |
| 第32回二月錦標                 | 第32回二月錦標                 | 第32回二月錦標                 | 小林歷奇     | 雄5  | 武豐                         | 村山明                       | JRA栗東 |
| 2月22日                        | 東京競馬場                     | 泥1600米                       | 小林歷奇     | 雄5  | 小林祥晃                     | 小林祥晃                     | 1:36.3  |
| 第45回高松宮紀念               | 第45回高松宮紀念               | 第45回高松宮紀念               | 友瑩格       | 閹7  | 潘頓                         | 蘇保羅                       | 香港    |
| 3月29日                        | 中京競馬場                     | 草1200米                       | 友瑩格       | 閹7  | 楊毅                         | 楊毅                         | 1:08.5  |
| 第75回櫻花賞                   | 第75回櫻花賞                   | 第75回櫻花賞                   | 唐吉快跑     | 雌3  | 岩田康誠                     | 梅田智之                     | JRA栗東 |
| 4月12日                        | 阪神競馬場                     | 草1600米                       | 唐吉快跑     | 雌3  | 廣崎利洋                     | 廣崎利洋                     | 1:36.0  |
| 第75回皋月賞                   | 第75回皋月賞                   | 第75回皋月賞                   | 大鳴大放     | 雄3  | 杜滿萊                       | 堀宣行                       | JRA美浦 |
| 4月19日                        | 中山競馬場                     | 草2000米                       | 大鳴大放     | 雄3  | Sunday Racing Co Ltd         | Sunday Racing Co Ltd         | 1:58.2  |
| 第151回春季天皇賞              | 第151回春季天皇賞              | 第151回春季天皇賞              | 黃金船       | 雄6  | 横山典弘                     | 須貝尚介                     | JRA栗東 |
| 5月3日                         | 京都競馬場                     | 草3200米                       | 黃金船       | 雄6  | 小林英一控股                 | 小林英一控股                 | 3:14.7  |
| 第20回NHK一哩賽                | 第20回NHK一哩賽                | 第20回NHK一哩賽                | Clarity Sky  | 雄3  | 横山典弘                     | 友道康夫                     | JRA栗東 |
| 5月10日                        | 東京競馬場                     | 草1600米                       | Clarity Sky  | 雄3  | 杉山忠國                     | 杉山忠國                     | 1:33.5  |
| 第10回維多利亞一哩賽           | 第10回維多利亞一哩賽           | 第10回維多利亞一哩賽           | 真誠少女     | 雌6  | 戶崎圭太                     | 藤原英昭                     | JRA栗東 |
| 5月17日                        | 東京競馬場                     | 草1600米                       | 真誠少女     | 雌6  | 廣崎利洋                     | 廣崎利洋                     | 1:31.9  |
| 第76回優駿牝馬（日本橡樹大賽） | 第76回優駿牝馬（日本橡樹大賽） | 第76回優駿牝馬（日本橡樹大賽） | 覓奇妃       | 雌3  | 濱中俊                       | 池江泰壽                     | JRA栗東 |
| 5月24日                        | 東京競馬場                     | 草2400米                       | 覓奇妃       | 雌3  | 野田美月                     | 野田美月                     | 2:25.0  |
| 第82回東京優駿（日本打吡）     | 第82回東京優駿（日本打吡）     | 第82回東京優駿（日本打吡）     | 大鳴大放     | 雄3  | 杜滿萊                       | 堀宣行                       | JRA美浦 |
| 5月31日                        | 東京競馬場                     | 草2400米                       | 大鳴大放     | 雄3  | Sunday Racing Co Ltd         | Sunday Racing Co Ltd         | 2:23.2  |
| 第65回安田紀念                 | 第65回安田紀念                 | 第65回安田紀念                 | 滿樂時       | 雄4  | 川田將雅                     | 堀宣行                       | JRA美浦 |
| 6月7日                         | 東京競馬場                     | 草1600米                       | 滿樂時       | 雄4  | 吉田和美                     | 吉田和美                     | 1:32.0  |
| 第56回寶塚紀念                 | 第56回寶塚紀念                 | 第56回寶塚紀念                 | 朗日清天     | 雄5  | 川田將雅                     | 池江泰壽                     | JRA栗東 |
| 6月28日                        | 阪神競馬場                     | 草2200米                       | 朗日清天     | 雄5  | 金子真人控股                 | 金子真人控股                 | 2:14.4  |
| 第49回短途馬錦標               | 第49回短途馬錦標               | 第49回短途馬錦標               | 真誠少女     | 雌6  | 戶崎圭太                     | 藤原英昭                     | JRA栗東 |
| 10月4日                        | 中山競馬場                     | 草1200米                       | 真誠少女     | 雌6  | 廣崎利洋                     | 廣崎利洋                     | 1:08.1  |
| 第20回秋華賞                   | 第20回秋華賞                   | 第20回秋華賞                   | 覓奇妃       | 雌3  | 濱中俊                       | 池江泰壽                     | JRA栗東 |
| 10月18日                       | 京都競馬場                     | 草2000米                       | 覓奇妃       | 雌3  | 野田美月                     | 野田美月                     | 1:56.9  |
| 第76回菊花賞                   | 第76回菊花賞                   | 第76回菊花賞                   | 北部玄駒     | 雄3  | 北村宏司                     | 清水久詞                     | JRA栗東 |
| 10月25日                       | 京都競馬場                     | 草3000米                       | 北部玄駒     | 雄3  | 大野商事                     | 大野商事                     | 3:03.9  |
| 第152回秋季天皇賞              | 第152回秋季天皇賞              | 第152回秋季天皇賞              | 朗日清天     | 雄5  | 濱中俊                       | 池江泰壽                     | JRA栗東 |
| 11月1日                        | 東京競馬場                     | 草2000米                       | 朗日清天     | 雄5  | 金子真人控股                 | 金子真人控股                 | 1:58.4  |
| 第40回女皇伊利沙伯二世盃       | 第40回女皇伊利沙伯二世盃       | 第40回女皇伊利沙伯二世盃       | 勝之石       | 雌4  | 蛯名正義                     | 久保田貴士                   | JRA美浦 |
| 11月15日                       | 京都競馬場                     | 草2200米                       | 勝之石       | 雌4  | Carrot Farm Co Ltd           | Carrot Farm Co Ltd           | 2:14.9  |
| 第32回一哩冠軍賽               | 第32回一哩冠軍賽               | 第32回一哩冠軍賽               | 滿樂時       | 雄4  | 莫雅                         | 堀宣行                       | JRA美浦 |
| 11月22日                       | 京都競馬場                     | 草1600米                       | 滿樂時       | 雄4  | 吉田和美                     | 吉田和美                     | 1:32.8  |
| 第35回日本盃                   | 第35回日本盃                   | 第35回日本盃                   | 湘南魔瓶     | 雌4  | 池添謙一                     | 高野友和                     | JRA栗東 |
| 11月29日                       | 東京競馬場                     | 草2400米                       | 湘南魔瓶     | 雌4  | 國本哲秀                     | 國本哲秀                     | 2:24.7  |
| 第16回日本冠軍盃               | 第16回日本冠軍盃               | 第16回日本冠軍盃               | 森巴舞后     | 雌6  | 杜滿萊                       | 角居勝彥                     | JRA栗東 |
| 12月6日                        | 中京競馬場                     | 泥1800米                       | 森巴舞后     | 雌6  | Hidaka Breeders Union Co Ltd | Hidaka Breeders Union Co Ltd | 1:50.4  |
| 第67回阪神兩歲牝馬錦標         | 第67回阪神兩歲牝馬錦標         | 第67回阪神兩歲牝馬錦標         | Major Emblem | 牝2  | 李慕華                       | 田村康仁                     | JRA美浦 |
| 12月13日                       | 阪神競馬場                     | 草1600米                       | Major Emblem | 牝2  | Sunday Racing Co Ltd         | Sunday Racing Co Ltd         | 1:34.5  |
| 第67回朝日盃未來錦標           | 第67回朝日盃未來錦標           | 第67回朝日盃未來錦標           | 醋丈夫       | 雄2  | 杜滿萊                       | 角居勝彥                     | JRA栗東 |
| 12月20日                       | 阪神競馬場                     | 草1600米                       | 醋丈夫       | 雄2  | Carrot Farm Co Ltd           | Carrot Farm Co Ltd           | 1:34.4  |
| 第60回有馬紀念                 | 第60回有馬紀念                 | 第60回有馬紀念                 | 黃金伶人     | 雄4  | 吉田隼人                     | 中川公成                     | JRA美浦 |
| 12月27日                       | 中山競馬場                     | 草2500米                       | 黃金伶人     | 雄4  | 居城要                       | 居城要                       | 2:33.0  |

### 中央競馬・跳欄一級賽
| 賽事名             | 賽事名             | 賽事名             | 優勝馬     | 性齡 | 騎師     | 練馬師     | 所屬    |
| 月日               | 馬場               | 距離               | 優勝馬     | 性齡 | 馬主     | 馬主       | 時間    |
| ------------------ | ------------------ | ------------------ | ---------- | ---- | -------- | ---------- | ------- |
| 第17回中山跳欄大賽 | 第17回中山跳欄大賽 | 第17回中山跳欄大賽 | Up to Date | 雄5  | 林滿明   | 佐佐木晶三 | JRA栗東 |
| 4月18日            | 中山競馬場         | 障4250米           | Up to Date | 雄5  | 今西和雄 | 今西和雄   | 4:46.6  |
| 第138回中山大障礙  | 第138回中山大障礙  | 第138回中山大障礙  | Up to Date | 雄5  | 林滿明   | 佐佐木晶三 | JRA栗東 |
| 12月26日           | 中山競馬場         | 障4100米           | Up to Date | 雄5  | 今西和雄 | 今西和雄   | 4:37.9  |

### 地方競馬・一級賽
| 賽事名                      | 賽事名                      | 賽事名                      | 優勝馬       | 性齡 | 騎師     | 練馬師   | 所屬    |
| 月日                        | 馬場                        | 距離                        | 優勝馬       | 性齡 | 馬主     | 馬主     | 時間    |
| --------------------------- | --------------------------- | --------------------------- | ------------ | ---- | -------- | -------- | ------- |
| 第64回川崎紀念              | 第64回川崎紀念              | 第64回川崎紀念              | 北港火山     | 雄6  | 幸英明   | 西浦勝一 | JRA栗東 |
| 1月28日                     | 川崎競馬場                  | 泥2100米                    | 北港火山     | 雄6  | 矢部道晃 | 矢部道晃 | 2:16.9  |
| 第27回柏市紀念              | 第27回柏市紀念              | 第27回柏市紀念              | 奇銳駿       | 雄9  | 和龍龍二 | 佐藤正雄 | JRA栗東 |
| 5月5日                      | 船橋競馬場                  | 泥1600米                    | 奇銳駿       | 雄9  | 山本信行 | 山本信行 | 1:37.4  |
| 第38回帝王賞                | 第38回帝王賞                | 第38回帝王賞                | 北港火山     | 雄6  | 幸英明   | 西浦勝一 | JRA栗東 |
| 6月24日                     | 大井競馬場                  | 泥2000米                    | 北港火山     | 雄6  | 矢部道晃 | 矢部道晃 | 2:02.7  |
| 第17回日本泥地打吡          | 第17回日本泥地打吡          | 第17回日本泥地打吡          | 信子之夢     | 雄3  | 李慕華   | 加藤征弘 | JRA美浦 |
| 7月8日                      | 大井競馬場                  | 泥2000米                    | 信子之夢     | 雄3  | 山田和正 | 山田和正 | 2:05.6  |
| 第28回一哩冠軍南部盃        | 第28回一哩冠軍南部盃        | 第28回一哩冠軍南部盃        | Best Warrior | 雄5  | 福永祐一 | 石坂正   | JRA栗東 |
| 10月12日                    | 盛岡競馬場                  | 泥1600米                    | Best Warrior | 雄5  | 馬場幸夫 | 馬場幸夫 | 1:36.8  |
| 第5回日本育馬場盃雌馬經典賽 | 第5回日本育馬場盃雌馬經典賽 | 第5回日本育馬場盃雌馬經典賽 | White Fugue  | 雌3  | 大野拓彌 | 高木登   | JRA美浦 |
| 11月3日                     | 大井競馬場                  | 泥1800米                    | White Fugue  | 雌3  | 西森鶴   | 西森鶴   | 1:51.5  |
| 第15回日本育馬場盃短途賽    | 第15回日本育馬場盃短途賽    | 第15回日本育馬場盃短途賽    | 哥連寶莉     | 雌4  | 松山弘平 | 小野次郎 | JRA美浦 |
| 11月3日                     | 大井競馬場                  | 泥1200米                    | 哥連寶莉     | 雌4  | 伊藤惠子 | 伊藤惠子 | 1:10.9  |
| 第15回日本育馬場盃經典賽    | 第15回日本育馬場盃經典賽    | 第15回日本育馬場盃經典賽    | 小林歷奇     | 雄5  | 武豐     | 村山明   | JRA栗東 |
| 11月3日                     | 大井競馬場                  | 泥2000米                    | 小林歷奇     | 雄5  | 小林祥晃 | 小林祥晃 | 2:04.4  |
| 第66回全日本兩歲優駿        | 第66回全日本兩歲優駿        | 第66回全日本兩歲優駿        | Sound Sky    | 雄2  | 戶崎圭太 | 佐藤正雄 | JRA栗東 |
| 12月16日                    | 川崎競馬場                  | 泥1600米                    | Sound Sky    | 雄2  | 増田雄一 | 増田雄一 | 1:43.1  |
| 第61回東京大賞典            | 第61回東京大賞典            | 第61回東京大賞典            | 聽來真       | 閹5  | 大野拓彌 | 高木登   | JRA美浦 |
| 12月29日                    | 大井競馬場                  | 泥2000米                    | 聽來真       | 閹5  | 山田弘   | 山田弘   | 2:03.0  |

### 輓馬・一級賽
| 賽事名             | 賽事名             | 賽事名             | 優勝馬          | 性齡 | 騎師       | 練馬師   | 所屬   |
| 月日               | 馬場               | 距離               | 優勝馬          | 性齡 | 馬主       | 馬主     | 時間   |
| ------------------ | ------------------ | ------------------ | --------------- | ---- | ---------- | -------- | ------ |
| 第37回帶廣紀念     | 第37回帶廣紀念     | 第37回帶廣紀念     | Fukudori        | 閹9  | 安部憲二   | 皆川公二 | 帶廣   |
| 1月2日             | 帶廣競馬場         | 輓200米            | Fukudori        | 閹9  | 廣瀨豪     | 廣瀨豪   | 2:51.6 |
| 第8回天馬賞        | 第8回天馬賞        | 第8回天馬賞        | Oreno Kokoro    | 雄5  | 鈴木惠介   | 槻舘重人 | 帶廣   |
| 1月3日             | 帯廣競馬場         | 輓200米            | Oreno Kokoro    | 雄5  | 大森勝廣   | 大森勝廣 | 1:47.2 |
| 第46回Irene紀念    | 第46回Irene紀念    | 第46回Irene紀念    | Sengoku Ace     | 雄3  | 鈴木惠介   | 槻舘重人 | 帶廣   |
| 3月8日             | 帯廣競馬場         | 輓200米            | Sengoku Ace     | 雄3  | 千石貞子   | 千石貞子 | 1:54.1 |
| 第47回輓馬紀念     | 第47回輓馬紀念     | 第47回輓馬紀念     | Kitano Taisho   | 雄9  | 大河原和雄 | 服部義幸 | 帶廣   |
| 3月22日            | 帶廣競馬場         | 輓200米            | Kitano Taisho   | 雄9  | 木下英三   | 木下英三 | 3:49.9 |
| 第27回輓馬大獎賽   | 第27回輓馬大獎賽   | 第27回輓馬大獎賽   | Fujidai Victory | 雄7  | 松田道明   | 皆川公二 | 帶廣   |
| 8月15日            | 帶廣競馬場         | 輓200米            | Fujidai Victory | 雄7  | 三上建設   | 三上建設 | 2:30.7 |
| 第40回輓馬橡樹大賽 | 第40回輓馬橡樹大賽 | 第40回輓馬橡樹大賽 | Hokusho Umomo   | 牝3  | 松田道明   | 松井浩文 | 帶廣   |
| 11月29日           | 帶廣競馬場         | 輓200米            | Hokusho Umomo   | 牝3  | 井内昭夫   | 井内昭夫 | 1:40.5 |
| 第44回輓馬打吡     | 第44回輓馬打吡     | 第44回輓馬打吡     | Sengoku Ace     | 雄3  | 鈴木恵介   | 槻舘重人 | 帶廣   |
| 12月20日           | 帶廣競馬場         | 輓200米            | Sengoku Ace     | 雄3  | 千石貞子   | 千石貞子 | 1:49.7 |

### 海外賽事
| 賽事名              | 賽事名              | 賽事名              | 賽事名              | 優勝馬      | 性齡 | 騎師               | 練馬師             | 所屬    |
| 月日                | 國家/地區           | 馬場                | 距離                | 優勝馬      | 性齡 | 馬主               | 馬主               | 時間    |
| ------------------- | ------------------- | ------------------- | ------------------- | ----------- | ---- | ------------------ | ------------------ | ------- |
| 第113屆佐治萊德錦標 | 第113屆佐治萊德錦標 | 第113屆佐治萊德錦標 | 第113屆佐治萊德錦標 | 實際影響    | 雄6  | 麥道朗             | 堀宣行             | JRA美浦 |
| 3月21日             | 澳洲                | 玫瑰崗馬場          | 草1500米            | 實際影響    | 雄6  | Carrot Farm Co Ltd | Carrot Farm Co Ltd | 1:28.29 |
| 第27屆纛島盃        | 第27屆纛島盃        | 第27屆纛島盃        | 第27屆纛島盃        | Esmeraldina | 雌4  | 藤井勘一郎         | 齋藤誠             | JRA美浦 |
| 6月7日              | 南韓                | 首爾馬場            | 泥1500米            | Esmeraldina | 雌4  | 吉田和美           | 吉田和美           | 1:23.9  |
| 第25屆香港一哩錦標  | 第25屆香港一哩錦標  | 第25屆香港一哩錦標  | 第25屆香港一哩錦標  | 滿樂時      | 雄4  | 莫雅               | 堀宣行             | JRA美浦 |
| 12月13日            | 香港                | 沙田馬場            | 草1600米            | 滿樂時      | 雄4  | 吉田和美           | 吉田和美           | 1.33.92 |
| 第29屆香港盃        | 第29屆香港盃        | 第29屆香港盃        | 第29屆香港盃        | 榮進之光    | 雄5  | 武豐               | 坂口正則           | JRA栗東 |
| 12月13日            | 香港                | 沙田馬場            | 草2000米            | 榮進之光    | 雄5  | 榮進堂             | 榮進堂             | 2:00.60 |

### 騎師邀請賽
| 賽事名                       | 賽事名                       | 冠軍        | 所屬       |
| 月日                         | 馬場                         | 冠軍        | 所屬       |
| ---------------------------- | ---------------------------- | ----------- | ---------- |
| 第13回佐佐木竹見盃騎師大獎賽 | 第13回佐佐木竹見盃騎師大獎賽 | 山崎誠士    | 南關東川崎 |
| 1月27日                      | 川崎競馬場                   | 山崎誠士    | 南關東川崎 |
| 女騎師及見習騎師賽2015       | 女騎師及見習騎師賽2015       | Ladies Team | 無         |
| 1月29日                      | 名古屋競馬場                 | Ladies Team | 無         |
| 第29回全日本新人王爭霸戰     | 第29回全日本新人王爭霸戰     | 上幹太      | 門別       |
| 2月11日                      | 高知競馬場                   | 上幹太      | 門別       |
| 撫子挑戰盃                   | 撫子挑戰盃                   | 鈴木麻優    | 岩手水澤   |
| 2月28日                      | 佐賀競馬場                   | 鈴木麻優    | 岩手水澤   |
| 騎師爭霸洋一盃               | 騎師爭霸洋一盃               | 高知選拔隊  | 高知       |
| 4月29日                      | 高知競馬場                   | 高知選拔隊  | 高知       |
| 超級騎師大賽預賽外卡賽2015   | 超級騎師大賽預賽外卡賽2015   | 川原正一    | 兵庫園田   |
| 超級騎師大賽預賽外卡賽2015   | 超級騎師大賽預賽外卡賽2015   | 青柳正義    | 金澤       |
| 5月26日                      | 金澤競馬場                   | 山本聰哉    | 岩手水澤   |
| 超級騎師大賽預賽2015         | 超級騎師大賽預賽2015         | 藤田弘治    | 金澤       |
| 7月7及23日                   | 大井競馬場及園田競馬場       | 藤田弘治    | 金澤       |
| 日本騎師盃2015               | 日本騎師盃2015               | Team JRA    | JRA        |
| 7月20日                      | 盛岡競馬場                   | Team JRA    | JRA        |
| 回歸騎師盃                   | 回歸騎師盃                   | 真島大輔    | 南關東大井 |
| 8月2日                       | 佐賀競馬場                   | 真島大輔    | 南關東大井 |
| 2015世界星級騎師大賽         | 2015世界星級騎師大賽         | 莫雷拉      | 香港       |
| 8月29及30日                  | 札幌競馬場                   | 莫雷拉      | 香港       |
| 2015世界星級騎師大賽隊伍賽   | 2015世界星級騎師大賽隊伍賽   | JRA選拔隊   | JRA        |
| 8月29及30日                  | 札幌競馬場                   | JRA選拔隊   | JRA        |
| 第7回UFOKK騎師競走           | 第7回UFOKK騎師競走           | 赤岡修次    | 高知       |
| 10月17日                     | 高知競馬場                   | 赤岡修次    | 高知       |
| 第24回黃金騎師盃             | 第24回黃金騎師盃             | 岩田康誠    | JRA栗東    |
| 12月15日                     | 園田競馬場                   | 岩田康誠    | JRA栗東    |

## 馬匹獎項

### JRA賞
- 馬王：滿樂時（雄4、美浦・堀宣行馬房）
- 最佳2歲雄馬：醋丈夫（雄2、栗東・角居勝彥馬房）
- 最佳2歲雌馬：Major Emblem（雌2、美浦・田村康仁馬房）
- 最佳3歲雄馬：大鳴大放（雄3、美浦・堀宣行馬房）
- 最佳3歲雌馬：覓奇妃（雌3、栗東・池江泰壽馬房）
- 最佳4歲及以上雄馬：朗日清天（雄5、栗東・池江泰壽馬房）
- 最佳4歲及以上雌馬：湘南魔瓶（雄4、栗東・高野友和馬房）
- 最佳短途馬：滿樂時（雄4、美浦・堀宣行馬房）
- 最佳泥地馬：小林歷奇（雄5、栗東・村山明馬房）
- 最佳跳欄馬：Up to Date（雄5、栗東・佐佐木晶三馬房）

### NAR大獎
- 馬王：歡喜跑（雄4、大井・森下淳平馬房）
- 最佳2歲雄馬：Ensemble Life（雄2、浦和・小久保智馬房）
- 最佳2歲雌馬：Tiny Dancer（雌2、門別・角川秀樹）馬房
- 最佳3歲雄馬：Lucky Prince（雄3、浦和・小久保智馬房）
- 最佳3歲雌馬：Lalabel（雌3、大井・荒山勝德馬房）
- 最佳4歲及以上雄馬：歡喜跑（雄4、大井・森下淳平馬房）
- 最佳4歲及以上雌馬：Samba Bean（雌5、門別・田中淳司馬房）
- 最佳短途馬：Poison Black（雄6、門別・田中淳司馬房）
- 最佳草地馬：從缺
- 最佳輓馬：Kitano Taisho（雄9、帶廣・服部義幸馬房）
- 泥地分級賽特別賞：北港火山（雄6、栗東・西浦勝一馬房）
- 特別表彰：Oguri Roman（退役馬）

## 人物獎項

### JRA賞
- 冠軍練馬師：堀宣行（美浦、56勝）
- 最高勝率練馬師：堀宣行（美浦、23.0%勝率）
- 最高獎金練馬師：池江泰壽（栗東、19億8254萬2000日圓獎金）
- 優秀技術練馬師：松永幹夫（栗東）
- 冠軍騎師：戶崎圭太（美浦・田島俊明馬房、130勝）
- 關東冠軍騎師：戶崎圭太（美浦・田島俊明馬房、130勝）
- 關西冠軍騎師：福永祐一（栗東・自由身、121勝）
- 最高勝率騎師：李慕華（栗東・自由身、19.5%勝率）
- 最高獎金騎師：杜滿萊（栗東・自由身、29億364萬6000日圓獎金）
- 騎師大賞：從缺
- 最優價值騎師：戶崎圭太（美浦・田島俊明馬房、54點數）
- 冠軍跳欄賽騎師：五十嵐雄祐（美浦・自由身、11勝）
- 冠軍新人騎師：鮫島克駿（栗東・淺見秀一馬房、39勝）

### NAR大獎
- 冠軍練馬師：角田輝也（愛知、235勝）
- 最高獎金練馬師：小久保智（浦和、5億4489萬7000日圓獎金）
- 最高勝率練馬師：柏原誠路（兵庫、35.1%勝率）
- 殊勳練馬師獎：從缺
- 冠軍騎師：森泰斗（船橋・松代真馬房、297勝）
- 最高獎金騎師：森泰斗（船橋・松代真馬房、7億4428萬2000日圓獎金）
- 最高勝率騎師：山口勲（佐賀・東真市馬房、33.3%勝率）
- 優秀新人騎師：中島龍也（金澤・高橋優馬房）
- 優秀女性騎師：木之前葵（名古屋・錦見勇夫馬房）、別府真衣（高知・別府真司馬房）
- 最佳運動精神獎：山口勲（佐賀・東真市馬房）
- 殊勳騎師獎：從缺
- 特別賞：田中學（姬路・田中道夫馬房）、岡部誠（名古屋・藤崎一人馬房）、安部幸夫（名古屋・安部弘一馬房）

### 文部科學大臣體育功勞者表彰
- 表彰者：鈴木康弘（前練馬師）、桑島孝春（前騎師）

### 日本職業體育大賞
- 功勞賞：戶崎圭太（美浦・田島俊明馬房）、向山牧（笠松・川嶋弘吉馬房）
- 新人賞：石川裕紀人（美浦・相澤郁馬房）、中島龍也（金澤・高橋優馬房）

## 頭馬達成記錄

### 騎師
首勝
- 賀倫（大井、1月23日）
- 鮫島克駿（中京、3月14日）
- 加藤祥太（阪神、3月14日）
- 山口以和（佐賀、4月5日）
- 栗原大河（金澤、4月12日）
- 柴田勇真（金澤、4月14日）
- 小林凌（水澤、4月20日）
- 高橋昭平（大井、4月20日）
- 山本咲希到（門別、5月6日）
- 臼井健太郎（川崎、5月11日）
- 藤本現暉（大井、6月26日）
- 松木大地（高知、6月28日）
- 藤井勘一郎（門別、7月15日）
- 野中悠太郎（福島、7月19日）
- 林謙佑（船橋、7月20日）
- 莫雷拉（札幌、8月29日）
- 藤田弘治（札幌、8月29日）
- 杜希利（札幌、8月30日）
- 三津谷隼人（小倉、9月5日）
- 艾兆禮（JRA京都、11月14日）
- 貝湯美（東京、11月15日）
- 布文（京都、11月21日）

100勝
- 木之前葵（名古屋、6月23日）
- 石川倭（門別、6月24日）
- 早田功駿（大井、6月25日）
- 中谷雄太（中京、7月25日）
- 黛弘人（札幌、8月8日）
- 張田昂（川崎、11月17日）
- 松若風馬（京都、11月23日）
- 瀧川壽希也（川崎、12月17日）

200勝
- 澤田龍哉（船橋、2月10日）
- 川島正太郎（船橋、3月9日）
- 本田正重（船橋、3月12日）
- 大原浩司（笠松、4月6日）
- 田知弘久（金澤、6月14日）
- 亀井洋司（門別、7月29日）
- 伊藤千尋（門別、8月20日）
- 加藤利征（名古屋、8月28日）
- 阿部龍（門別、9月2日）
- 黑澤愛斗（門別、10月20日）
- 丹内祐次（福島、11月8日）
- 松戶政也（金澤、11月22日）
- 高橋哲也（浦和、12月3日）

300勝
- 藤岡康太（JRA中京、3月22日）
- 松山弘平（JRA阪神、4月4日）
- 大坪慎（水沢、4月25日）
- 丸山元氣（JRA函館、6月20日）
- 柴田大知（JRA新潟、8月2日）
- 大野拓弥（JRA新潟、8月2日）
- 達城龍次（大井、8月13日）
- 木村曉（盛岡、8月15日）
- 李慕華（JRA札幌、8月22日）
- 丸田恭介（JRA札幌、8月29日）
- 持原大志（名古屋、9月9日）
- 吉本隆記（高知、12月19日）

400勝
- 柴山雄一（東京、5月9日）
- 青柳正義（金澤、5月26日）
- 戶崎圭太（東京、6月13日）
- 杜滿萊（中京、7月25日）

500勝
- 別府真衣（高知、2月3日）
- 三浦皇成（東京、2月21日）
- 葛山晃平（金澤、4月26日）
- 藤原幹生（門別、5月28日）
- 田邊裕信（東京、6月21日）
- 藤原良一（名古屋、7月15日）
- 坂口裕一（盛岡、8月1日）
- 矢野貴之（大井、11月2日）

600勝
- 吉田隼人（新潟、5月2日）
- 本橋孝太（船橋、7月21日）
- 吉井友彥（笠松、10月2日）
- 菅原俊吏（水沢、12月20日）

700勝
- 濱中俊（中京、3月15日）
- 畑中信司（金澤、5月10日）
- 藤田弘治（金澤、6月2日）
- 南郷家全（盛岡、8月1日）
- 山本政聰（盛岡、8月16日）
- 桑村真明（門別、10月6日）
- 今井貴大（名古屋、10月7日）
- 筒井勇介（笠松、12月28日）

800勝
- 大塚研司（笠松、4月27日）
- 齋藤雄一（水澤、6月14日）
- 柿原翔（名古屋、7月8日）
- 佐原秀泰（高知、9月13日）
- 小牧太（阪神、12月6日）
- 高松亮（水澤、12月14日）

900勝
- 池添謙一（京都、1月5日）
- 佐佐木國明（門別、8月5日）
- 内田博幸（中山、9月19日）
- 山崎誠士（川崎、10月23日）
- 山本聰哉（水澤、11月14日）
- 川田將雅（中京、12月5日）

1000勝
- 永森大智（高知、6月28日）
- 大山真吾（園田、10月9日）
- 佐藤友則（笠松、10月30日）

1100勝
- 北村宏司（中山、1月4日）
- 幸英明（京都、1月11日）
- 吉田豐（東京、5月10日）

1200勝
- 大畑雅章（名古屋、7月20日）

1300勝
- 杉村一樹（浦和、1月9日）
- 丹羽克輝（名古屋、4月21日）
- 岩田康誠（京都、11月28日）

1400勝
- 服部茂史（門別、10月29日）

1500勝
- 森泰斗（船橋、8月3日）
- 真島大輔（大井、12月29日）

1700勝
- 下原理（金澤、7月7日）

1800勝
- 吉原寛人（金澤、7月14日）
- 宮崎光行（門別、8月5日）
- 福永祐一（札幌、8月23日）

1900勝
- 宇都英樹（名古屋、2月12日）
- 丸野勝虎（名古屋、8月26日）
- 五十嵐冬樹（門別、9月23日）

2000勝
- 尾瀨馨（ばんえい帯広、9月12日）

2200勝
- 今野忠成（大井、3月17日）

2400勝
- 戶部尚実（名古屋、7月15日）
- 東川公則（笠松、10月26日）

2600勝
- 張田京（川崎、3月31日）
- 村上忍（盛岡、11月7日）

2700勝
- 西川敏弘（高知、6月7日）

2900勝
- 赤岡修次（高知、11月15日）

3000勝
- 田中學（園田、1月3日）
- 岡部誠（浦和、7月16日）
- 安部幸夫（名古屋、12月24日）

3500勝
- 山口勲（佐賀、2月22日）

3700勝
- 武豐（JRA中山、3月8日）

4500勝
- 鮫島克也（佐賀、10月24日）

5000勝
- 川原正一（園田、12月24日）

6800勝
- 的場文男（大井、10月13日）

### 練馬師
初勝利
- 栗本陽一（笠松、1月21日）
- 池添學（阪神、3月8日）
- 中道啟二（大井、3月19日）
- 奧村豐（中京、3月22日）
- 西村真幸（阪神、3月28日）
- 松下武士（中京、3月28日）
- 工藤裕孝（水澤、4月12日）
- 小林俊彥（水澤、4月18日）
- 池上昌和（東京、5月2日）
- 中館英二（新潟、5月2日）
- 小國博行（門別、6月18日）
- 竹内正洋（函館、7月11日）
- 張田京（船橋、7月20日）
- 黑川智貴（門別、7月29日）
- 平田正一（川崎、8月21日）
- 佐藤博紀（川崎、8月21日）
- 尾島徹（笠松、9月18日）
- 山田信大（船橋、10月6日）
- 山下貴之（船橋、12月9日）

100勝
- 清水久詞（京都、1月25日）
- 小野寺晉廣（大井、3月16日）
- 平山真希（川崎、7月3日）
- 星野忍（JRA函館、7月12日）
- 齊藤正弘（門別、7月14日）
- 高野友和（新潟、8月15日）
- 天間昭一（新潟、8月16日）
- 阿井正雄（浦和、10月26日）
- 鈴木義久（川崎、12月16日）

200勝
- 上杉昌宏（大井、1月20日）
- 松永昌博（中京、1月24日）
- 大根田裕之（小倉、2月15日）
- 小島茂之（中山、2月28日）
- 松永幹夫（中山、3月21日）
- 木原一良（阪神、3月29日）
- 武藤善則（東京、4月26日）
- 齋藤誠（福島、7月19日）
- 菊川正達（札幌、8月8日）
- 須貝尚介（札幌、8月22日）
- 古賀慎明（新潟、8月23日）
- 菅原勲（水澤、11月14日）
- 鹿戶雄一（中山、12月13日）
- 櫻田浩樹（水澤、12月28日）

300勝
- 坂本昇（川崎、1月26日）
- 山内和明（名古屋、2月9日）
- 久保田貴士（東京、2月21日）
- 昆貢（中京、3月15日）
- 伊藤圭三（中京、3月21日）
- 池添兼雄（京都、5月3日）
- 新井清重（船橋、5月8日）
- 椎名廣明（船橋、7月17日）
- 櫻田康二（盛岡、7月19日）
- 板垣吉則（盛岡、7月20日）
- 植松則幸（名古屋、9月8日）
- 田所秀孝（阪神、9月19日）
- 川村禎彥（中京、12月6日）

400勝
- 池上昌弘（中山、2月28日）
- 惠多谷豐（門別、9月1日）
- 矢作芳人（札幌、9月5日）
- 今津博之（名古屋、10月23日）
- 加藤征弘（東京、11月15日）
- 堀宣行（中山、12月5日）
- 中竹和也（中京、12月13日）

500勝
- 石坂正（京都、1月11日）
- 内野健二（川崎、3月5日）
- 辻野豐（大井、3月18日）
- 晴山厚司（水澤、3月28日）
- 藤原英昭（函館、7月4日）
- 瀨戶幸一（盛岡、7月19日）
- 伊藤正徳（札幌、8月8日）
- 松田國英（阪神、9月20日）
- 淺見秀一（京都、11月23日）
- 宮本仁（名古屋、12月9日）

600勝
- 八木仁（川崎、1月6日）
- 安田隆行（東京、5月31日）
- 鈴木七郎（盛岡、7月19日）
- 田中淳司（門別、9月2日）
- 佐藤雅彥（盛岡、10月17日）
- 山崎尋美（浦和、12月1日）

700勝
- 國枝榮（東京、5月31日）
- 小久保智（浦和、7月15日）
- 井上正（名古屋、10月21日）
- 田中敏和（名古屋、12月10日）

800勝
- 原口次夫（名古屋、10月20日）

900勝
- 内田勝義（川崎、1月2日）
- 岡林光浩（船橋、2月13日）
- 新山廣道（名古屋、8月19日）
- 角川秀樹（門別、9月3日）

1000勝
- 田上忠夫（帶廣、3月8日）
- 大友栄人（帶廣、5月17日）
- 塚田隆男（名古屋、11月18日）

1100勝
- 田中正二（門別、5月20日）
- 川西毅（名古屋、7月8日）
- 竹口勝利（名古屋、7月16日）

1200勝
- 村上昌幸（水澤、4月27日）
- 伊藤和（盛岡、11月7日）

1300勝
- 原孝明（門別、7月30日）

1400勝
- 堂山芳則（門別、6月18日）

1600勝
- 小西重征（盛岡、7月27日）

1800勝
- 櫻田浩三（盛岡、6月7日）

2000勝
- 服部義幸（帶廣、7月4日）
- 錦見勇夫（名古屋、11月2日）

2200勝
- 藤崎一男（名古屋、2月24日）

2500勝
- 雜賀正光（高知、2月8日）

2600勝
- 角田輝也（名古屋、10月7日）

## 誕生

### 馬匹
本年誕生的馬匹為2018年經典世代
- 1月15日 - 絕嶺之峽[66]
- 1月20日 - 氣自豪[67]
- 1月26日 - Le Vent Se Leve、碩信尚武、Believer
- 1月27日 - 獨尊將軍
- 1月28日 - 里見紅石
- 1月30日 - Leyenda
- 2月1日 - Time Flyer
- 2月2日 - Satono Walkure
- 2月3日 - Jo Kana Chan
- 2月4日 - Lilliburlero
- 2月5日 - Henry Barows、大海之女
- 2月7日 - 覓奇魔力
- 2月9日 - 倫敦塔[68]
- 2月10日 - 華格納[68]、Pax Americana
- 2月11日 - Beluga
- 2月12日 - Kitano Commandeur
- 2月13日 - 振奮士氣
- 2月15日 - Rock This Town、金紀元[69]
- 2月16日 - Tetradrachm
- 2月19日 - 繁榮起飛
- 2月20日 - 天鐵
- 2月21日 - 冠軍車手[70]
- 2月22日 - 愚者眼界[71]
- 2月24日 - Mogiana Flavor
- 2月25日 - 樸素無華[72]
- 2月26日 - 橙紅色
- 2月27日 - Trois Etoiles
- 3月2日 - 耀滿瓶[73]
- 3月6日 - 笑臉迎人、輕柔流暢、野田重擊[74]
- 3月7日 - Grail、活蹦雀躍
- 3月10日 - 杏目[75]
- 3月11日 - T O Energy、赤雅駿
- 3月14日 - Oken Moon
- 3月15日 - Lily Noble
- 3月19日 - Lion Boss
- 3月22日 - Gold Queen
- 3月23日 - Solace、Liberty Heights
- 3月26日 - Suave Aramis、非洲寶金
- 3月27日 - Cassius、Bio Spark、喜雅王
- 3月29日 - 曲調夫子[76]
- 3月31日 - 輝姬美韻
- 4月1日 - 魔族閃焰[77]
- 4月2日 - 防爆裝束[78]、直指頂峰
- 4月3日 - 野田優驥[79]、旺紫丁[80]
- 4月4日 - 東瀛天照
- 4月5日 - Frontier
- 4月6日 - Omega Perfume
- 4月7日 - 啟愛航海[81]
- 4月8日 - Satono Favor
- 4月10日 - Grandiose
- 4月15日 - Rapier Wit
- 4月17日 - Asakusa Genki、Meisho Tekkon
- 4月19日 - 中和魔匠[82]
- 4月21日 - 當機立斷
- 4月22日 - R Star、好合時
- 4月25日 - 險峰懸壁[83]
- 4月27日 - 大場面、勝治
- 4月28日 - Grimm
- 5月2日 - Arctos、山嶺寶穴、獨奏驚雷
- 5月3日 - 笑一笑
- 5月6日 - 天價之味
- 5月12日 - 全音階
- 5月16日 - 龍野雪驥、Crazy Accel、Lord Golazo
- 5月22日 - Strong Heart
- 5月26日 - 白朗冰川

## 死亡

### 馬匹
- 1月3日 - Paris Harly
- 1月4日 - Money Bundle
- 1月19日 - 真誠
- 1月28日 - Dyna Fairy
- 2月5日 - 黃金旅程
- 2月20日 - 鈴鹿間風、Adjudicating
- 3月1日 - Merci A Time
- 3月3日 - 喜氣滿盈、Sister Tosho、Oguri Roman
- 3月7日 - Oriental Art
- 3月20日 - Toshi the V.
- 4月9日 - Yukino Sun Royal
- 4月30日 - Tunante
- 6月17日 - Mayano Maybe、San Diego City
- 6月28日 - Twining
- 7月5日 - 毅力寶貝
- 7月6日 - 烏托邦
- 7月22日 - 黑鷹
- 8月13日 - 曼城茶座
- 8月26日 - Erimo Foresight
- 9月16日 - Yusei Top Run
- 9月21日 - Cross Krieger
- 10月9日 - Misuzu Chardon
- 11月3日 - Tagano Zingaro
- 12月3日 - 真僥倖
- 12月26日 - Apollo Maverick
- 12月28日 - 富士奇蹟

### 人物
- 1月1日 - 柳江仁（練馬師）
- 1月16日 - 松田正弘（前練馬師）、太田美實（1993年東京優駿冠軍「勝利獎券」之馬主）
- 2月8日 - 榮久庵憲司（日本中央競馬會標誌設計者）
- 2月27日 - 後藤浩輝（騎師）
- 3月10日 - 寺嶋正勝（練馬師）
- 6月10日 - 佐佐木修一（練馬師）
- 10月8日 - 小栗孝一（冠名為「オグリ」之馬主）
- 11月9日 - 芹澤邦雄（記者、產經體育前副編輯長、週刊Gallop首任編輯長）